# Villa Cecchi
Villa Cecchi o Villa Valletti si trova in via San Bartolo a Cintoia, nella periferia sud-ovest di Firenze.

## Storia e descrizione
La villa settecentesca, dotata di cappella (dedicata a San Teofilo da Corte), si trovava sulla "via di Mezzo", tratto di via San Bartolo. Nel 1875  la villa e la cappella vennero restaurate e ampliate.